# Borstenrabe
Der Borstenrabe (Corvus rhipidurus), auch als Fächerborstenrabe bezeichnet, ist ein Sperlingsvogel aus der Familie der Rabenvögel.

## Beschreibung
Mit einer Länge von 47 Zentimetern gehört der Borstenrabe neben dem Weißhalsraben zu den kleineren Arten der Familie. Er hat ungefähr die gleiche Größe wie die Rabenkrähe, aber einen dickeren Schnabel, einen kürzeren Schwanz und viel längere Flügel.
Der Borstenrabe ist komplett schwarz, einschließlich des Schnabels. Füße, Beine und das Gefieder glänzen purpurblau in der Sonne. Abgenutztes Gefieder zeigt eine leichte kupferbraune Färbung. Die Basis der Federn am oberen Nacken ist weiß. Die Kehlfedern sind kürzer als bei den meisten anderen Raben. Die Stimme ist ein kehliges Krächzen, vermischt mit Tönen, die sich wie Froschgequake anhören.

## Verbreitung und Lebensraum
Der Borstenrabe kommt im Nahen Osten, in Nordafrika, Arabien, im südlichen Sudan und in Kenia vor. Er ist ebenfalls über dem Aïr-Gebirgsmassiv südlich der Sahara verbreitet. Er bevorzugt Wüsten und offenes trockenes Land, das Felsen zum Nisten mit einschließt. Der Borstenrabe legt bei seiner Nahrungssuche sehr weite Strecken zurück. Ähnlich wie bei den Geiern sind seine langen Flügel zum Gleiten in den Aufwinden angepasst.

## Verhalten

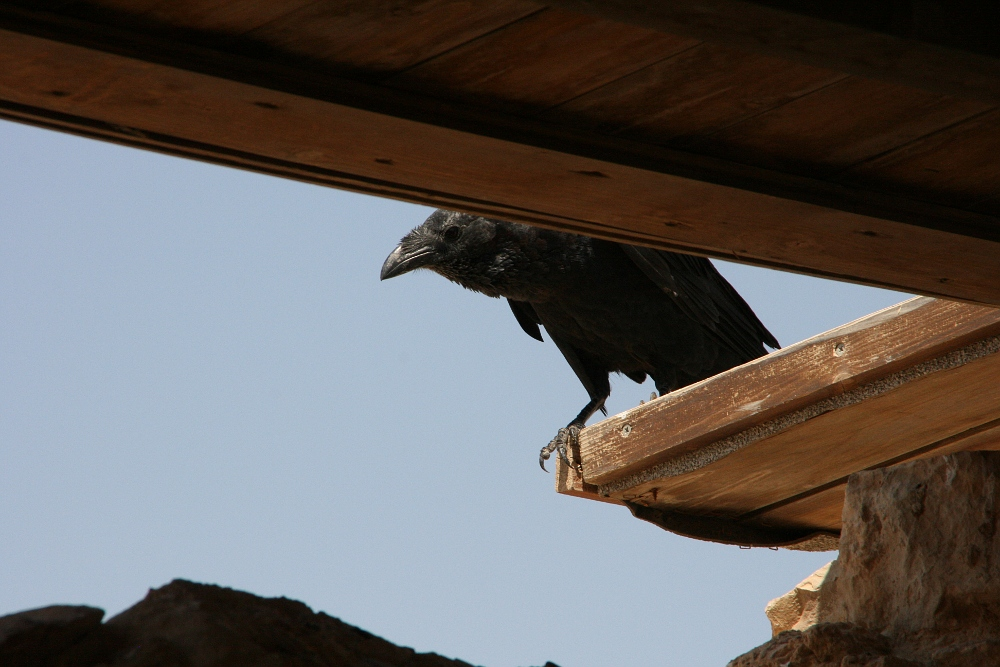
Borstenrabe in Masada, Westjordanland

Die Nahrung wird immer auf dem Boden aufgenommen und besteht aus Insekten und anderen Wirbellosen, Körnern, die aus Tierdung gepickt werden, sowie aus menschlichen Nahrungsabfällen. Gelegentlich befreit er auch Kamele von Hautparasiten und dort, wo er nicht verfolgt wird, plündert er Müllplätze und Feldlager. Früchte aller Art bereichern das Nahrungsangebot. Er segelt und spielt mit den Aufwinden öfter als andere afrikanische Rabenarten. Oft sieht man ihn in der Gesellschaft von Wüstenraben auf demselben Baum.
Die Art nistet normalerweise in Felsvorsprüngen. In Somalia wurde er jedoch auch schon beim Nisten in Bäumen beobachtet. Das Gelege besteht aus zwei bis vier Eiern. Der Häherkuckuck benutzt den Borstenraben manchmal als Brutwirt.